# Aartsbisdom Mwanza

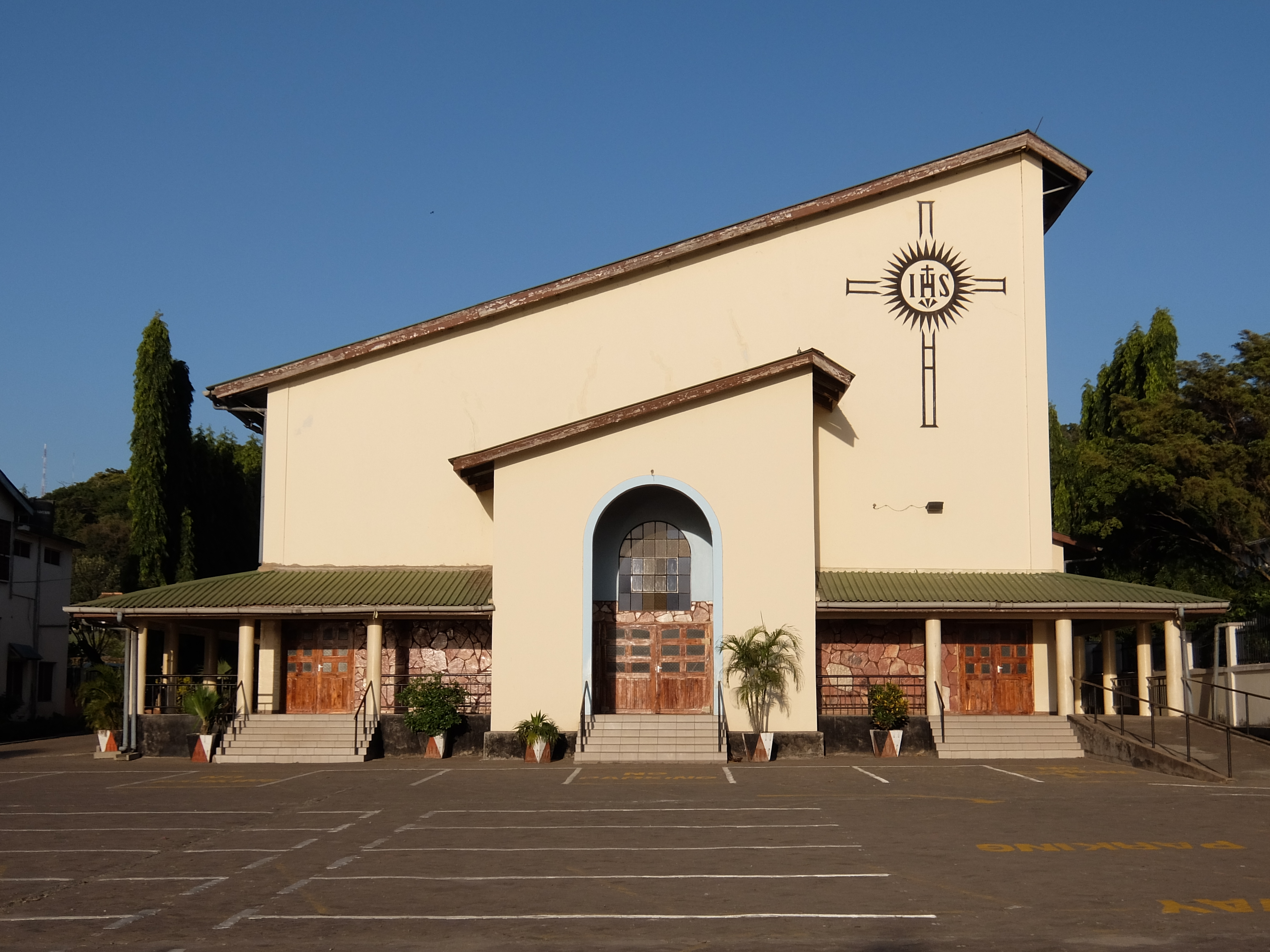
Katholiek kerkgebouw van Nyakahoja

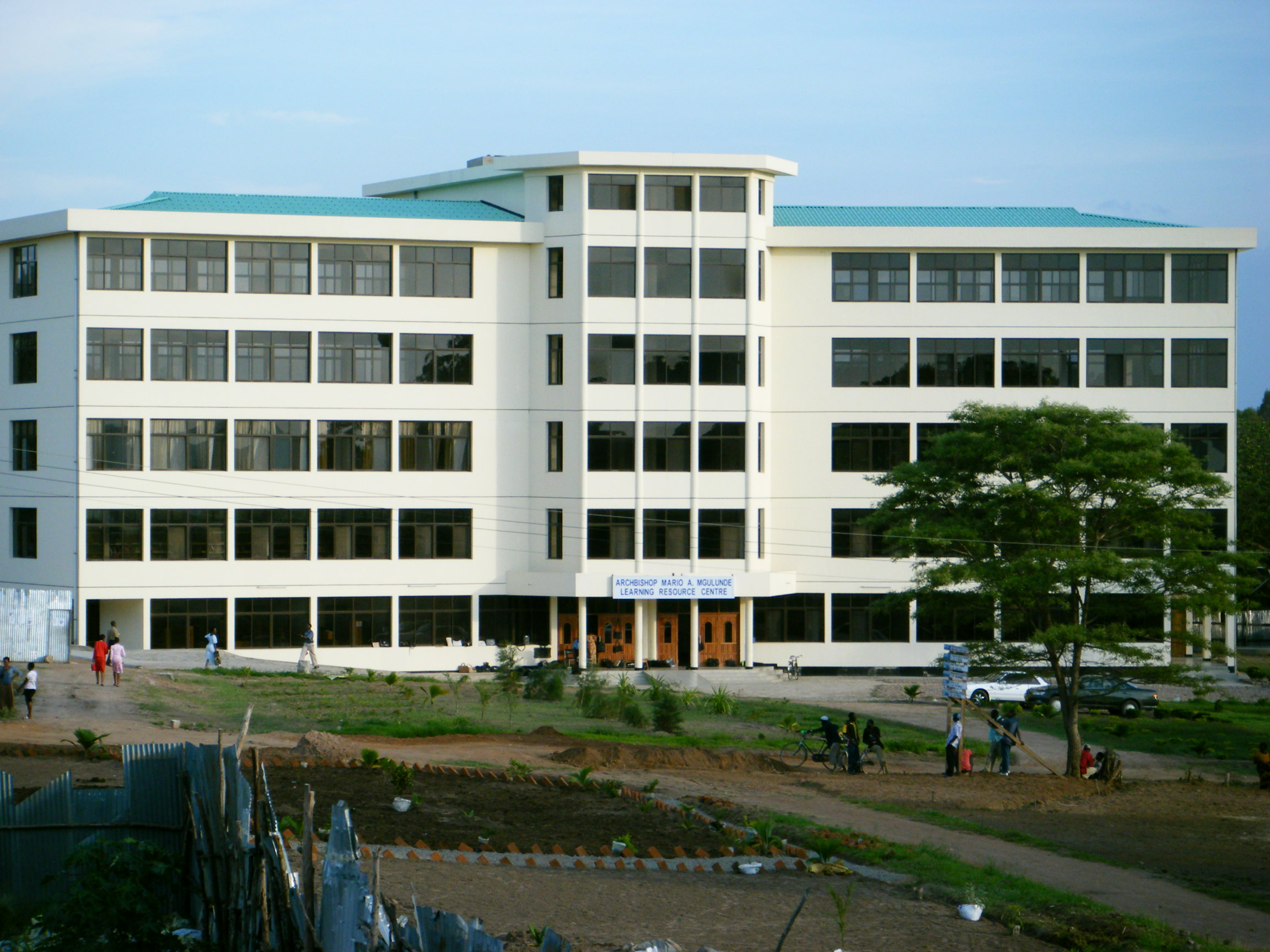
St. Augustine University of Tanzania

Het aartsbisdom Mwanza (Latijn: Archidioecesis Mwanzaensis) is een rooms-katholiek aartsbisdom met als zetel Mwanza in Tanzania. Hoofdkerk is de Metropolitan Cathedral of the Epiphany.
Mwanza heeft zeven suffragane bisdommen:
- Bisdom Bukoba
- Bisdom Bunda
- Bisdom Geita
- Bisdom Kayanga
- Bisdom Musoma
- Bisdom Rulenge-Ngara
- Bisdom Shinyanga

In 2019 telde het aartsbisdom 41 parochies. Het bisdom heeft een oppervlakte van 19.062 km² en telde in 2019 3.050.000 inwoners waarvan 15,7% rooms-katholiek was. 

## Geschiedenis
In 1929 werd het apostolisch vicariaat Mwanza opgericht. De Nederlandse missionaris Anton Oomen, M. Afr. (1876-1957), was de eerste bisschop. Hij werd in 1950 opgevolgd door een andere Nederlandse witte pater, Joseph Blomjous (1908-1992). In 1953 werd Mwanza verheven tot bisdom. In 1987 werd het een aartsbisdom en Anthony Peter Mayalla werd de eerste aartsbisschop. 
In 1960 stichtten de witte paters Nyegezi Social Training Institute (NSTI) nabij Mwanza. Dit werd in 1998 de universitaire instelling St. Augustine University of Tanzania (SAUT).

## Aartsbisschoppen
- Anthony Peter Mayalla (1987-2009)
- Jude Thadaeus Ruwa'ichi, O.F.M. Cap. (2010-2018)
- Renatus Leonard Nkwande (2019-)

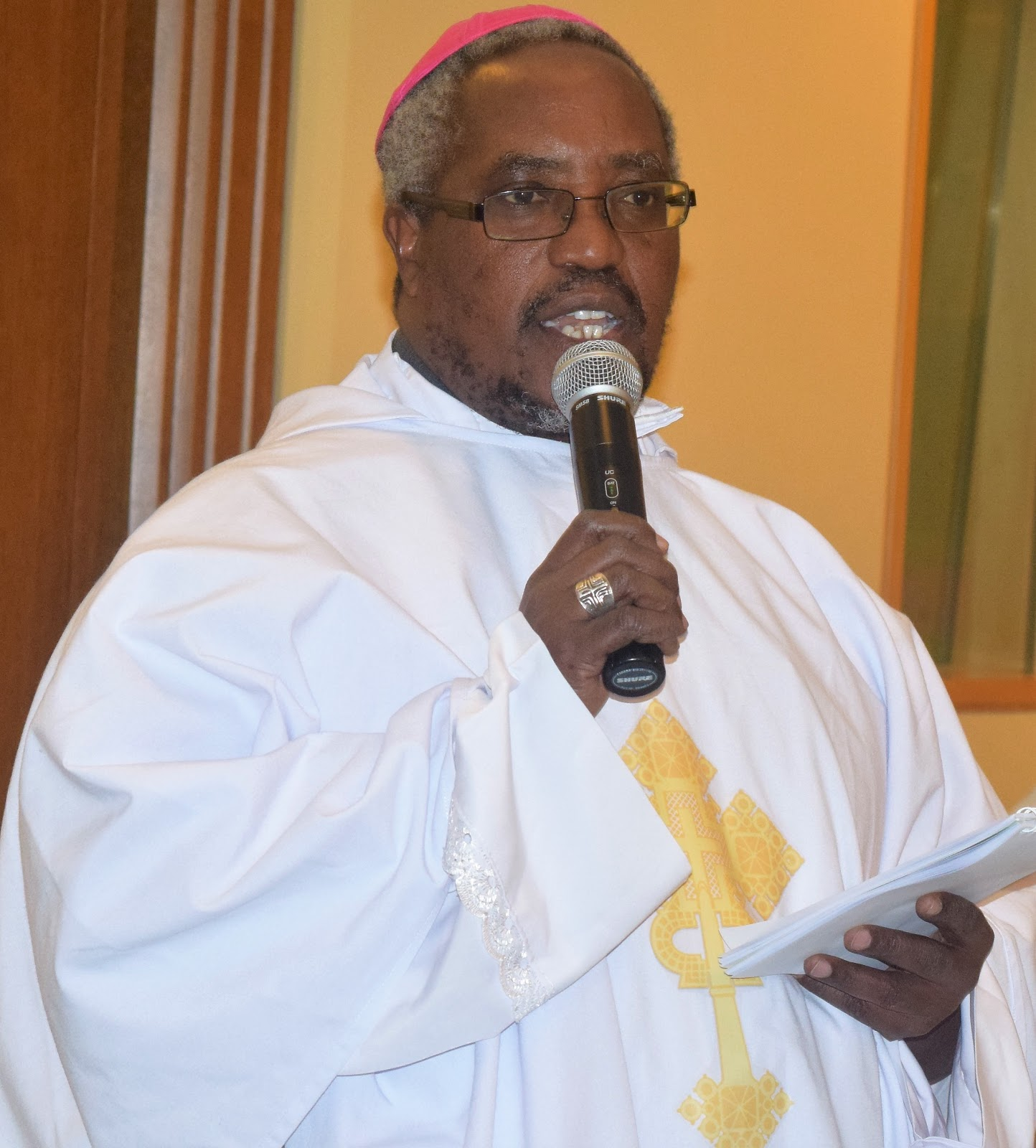
Jude Thadaeus Ruwa'ichi
Renatus Leonard Nkwande